# Seal (album 2003)
Seal, anche conosciuto come Seal IV è il quarto album del cantante britannico Seal, pubblicato nel 2003 dalla Warner Music UK. L'album è riuscito ad arrivare sino alla quarta posizione degli album più venduti nel Regno Unito, ed alla terza della Billboard 200.

## Tracce
1. Get It Together  (Seal, Mark Batson) - 3:58
2. Love's Divine  (Seal, Mark Batson) - 4:35
3. Waiting for You  (Seal, Mark Batson) - 3:44
4. My Vision  (Seal, Dave Lee, Rick Salmon, Thomas Newman) - 4:48
5. Don't Make Me Wait  (Seal, Mark Batson) - 4:32
6. Let Me Roll  (Seal, Mark Batson) - 3:53
7. Touch  (Seal, Mark Batson) - 5:22
8. Where There's Gold  (Seal, Mark Batson) - 5:12
9. Loneliest Star  (Seal) - 4:06
10. Heavenly ... (Good Feeling)  (Seal, Alan Griffiths) - 5:02
11. Tinsel Town  (Seal,)  - 5:52
12. Get It Together (Reprise)  (Seal, Mark Batson) - 1:06